# Затон (Жлобинский район)
Затон (бел. Затон) — деревня в Октябрьском сельсовете Жлобинского района Гомельской области Белоруссии.
Около деревни есть залежи суглинков и глины.

## География

### Расположение
В 14 км на юг от районного центра и железнодорожной станции Жлобин (на линии Бобруйск — Гомель), 85 км от Гомеля.

## Гидрография
На реке Днепр.

## Транспортная сеть
Рядом автодорога Жлобин — Стрешин. Планировка состоит из плавно изогнутой меридиональной улицы, к которой с запада присоединяется короткая прямолинейная улица. Застройка двусторонняя, неплотная, деревянная, усадебного типа.

## История
В 1891 году в деревне найден спрятанный в 3-й четверти XVI века клад (1000 серебряных монет ВКЛ), что свидетельствует о деятельности человека в этих местах в средние века. По письменным источникам известна с XIX века как деревня в Стрешинской волости Рогачёвского уезда Могилёвской губернии. По ревизии 1858 года владение князя Л. М. Голицына. С 1880 года действовал хлебозапасный магазин. Согласно переписи 1897 года находились школа грамоты, круподробилка, 3 ветряные мельницы. В 1909 году 1910 десятин земли, мельница.
С 21 августа 1925 года к 16 июля 1954 года центр Затонского сельсовета Стрешинского, с 4 августа 1927 года Жлобинского, с 28 июня 1939 года Стрешинского районов Бобруйского округа (до 26 июля 1930 года), с 20 февраля 1938 года Гомельской области. В 1929 году организован колхоз «Днепровский», работала ветряная мельница. Во время Великой Отечественной войны оккупанты сожгли 10 дворов и убили 5 жителей. 113 жителей погибли на фронтах. В составе колхоза «50 лет БССР» (центр — деревня Проскурни).

## Население

### Численность
- 2004 год — 69 хозяйств, 116 жителей.

### Динамика
- 1858 год — 292 жителя.
- 1897 год — 93 двора, 747 жителей (согласно переписи).
- 1909 год — 117 дворов, 957 жителей.
- 1925 год — 185 дворов.
- 1940 год — 140 дворов, 432 жителя.
- 1959 год — житель (согласно переписи).
- 2004 год — 69 хозяйств, 116 жителей.